# 德顺军城址
德顺军城址，位于宁夏回族自治区固原市隆德县城关镇隆泉村，是中华人民共和国宁夏回族自治区文物保护单位之一。
2010年12月6日，授予宁夏回族自治区文物保护单位，是一座古遗址。